# Pfarrkirche Egelsee

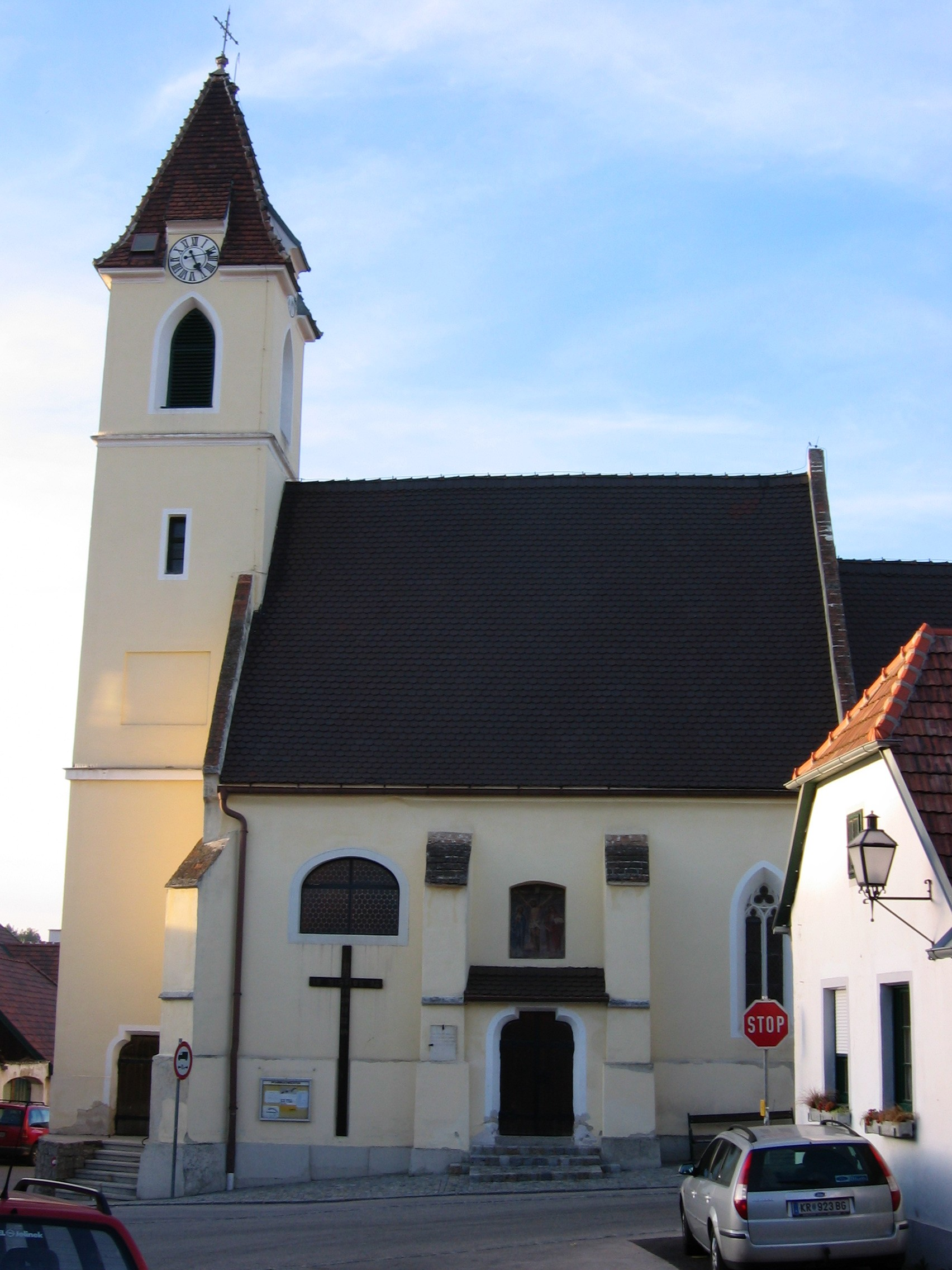
Katholische Pfarrkirche hll. Johannes und Paulus in Krems an der Donau-Egelsee

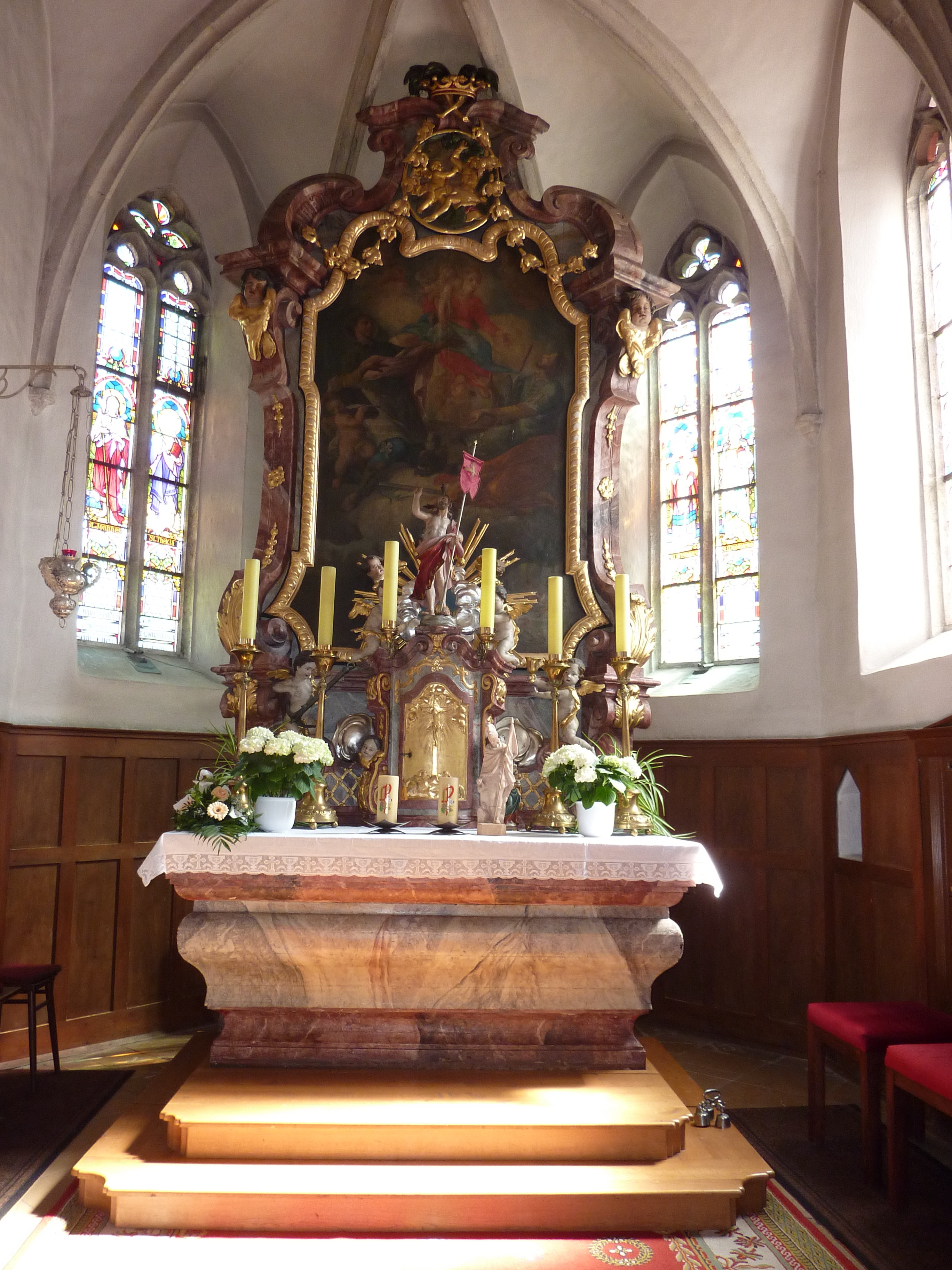
Der Hochaltar im Chorschluss

Die Pfarrkirche Egelsee steht im Zentrum der Ortschaft Egelsee in der Stadtgemeinde Krems an der Donau in Niederösterreich. Die den Märtyrern Johannes und Paulus geweihte römisch-katholische Pfarrkirche gehört zum Dekanat Krems in der Diözese St. Pölten. Die Kirche steht unter Denkmalschutz (Listeneintrag).

## Geschichte
Urkundlich wurde 1551/1552 ein Pfarrer genannt. Die Kirche war im 17. und 18. Jahrhundert eine Filiale und Vikariat der Pfarre Krems und wurde ab 1784 zur Pfarrkirche erhoben.

## Architektur
Der spätgotische Kirchenbau hat ein Langhaus mit abgetreppten Strebepfeilern. Die zwei- und dreibahnigen Maßwerkfenster sind wohl neu aus 1906. Der spätmittelalterliche dreigeschoßige Turm hat ein Schulterbogenportal und spitzbogige Schallfenster aus 1906. Der eingezogene Chor hat 1906 erneuerte zweibahnige Maßwerkfenster und flache pilasterartige Strebepfeiler. Eine kleine Inschriftplatte nennt 1760.
Das Kircheninnere zeigt ein barockisiertes dreijochiges Langhaus unter einer gedrückten Stichkappentonne über Gurtbögen auf seichten geschichteten Pilastern mit im Gewölbe eingeschnittenen Feldern, das mittlere Gewölbe zeigt einen stuckierten Kranz mit Taube aus der Mitte des 18. Jahrhunderts. Das südliche rechteckige profilierte Portal ist aus dem Ende des 15. Jahrhunderts. Es gibt eine stuckierte Nische mit Voluten- und Blattwerkrahmen und darin das Hochrelief Gnadenstuhl aus dem 18. Jahrhundert.
Der spitzbogige stark eingezogene Triumphbogen mit anstuckierter Kartusche führt in den einjochigen spätgotischen Chor mit einem Fünfachtelschluss mit einem Kreuzrippengewölbe auf Konsolen mit reliefierten Schlusssteinen mit Rosette und Christuskopf 1906 stark überarbeitet.
Die Glasmalerei aus 1906 zeigt Johannes, Thekla, Christianus, Magdalena.

## Ausstattung
Der Hochaltar um die Mitte des 18. Jahrhunderts ist ein Sarkophagaltar mit Bildrahmenretabel mit seitlich reicher Voluten- und Blattwerkrahmung und einem Volutenauszug. Der Tabernakel ist reich gegliedert und im Stil des Rokoko dekoriert und mit zahlreichen Putten versehen. Das Hochaltarbild zeigt Maria mit Kind zwischen den Titelheiligen, der Auszug trägt das Relief Sebastian.
Die Orgel zeigt sich mit einem spätbarocken frühklassizistischen Gehäuse. Eine Glocke ist aus dem 16. Jahrhundert.